# Papallona de la mort
La papallona de la mort (Acherontia atropos) és una espècie de lepidòpter ditrisi de la família dels esfíngids (Sphingidae). Malgrat que té una distribució molt àmplia a Euràsia, no és un lepidópter gaire comú.

## Noms comuns
Acherontia atropos té diversos noms comuns: esfinx de la calavera, borinot de la calavera, papallona de la calavera, papallona de la mort, pedraferit de les patateres; borino negre (Mallorca); cap de mort, esfinx de les trumferes.

## Distribució
És sedentària a gran part d'Àfrica, excloent les zones desèrtiques, a més de zones d'Aràbia, Orient Mitjà, regions de la mediterrània europea, les Canàries, Madeira i les Açores. A més protagonitza migracions que engloben tot Europa, arribant a l'extrem d'Islàndia al nord i Kazakhstan a l'est. Se n'han arribat a trobar exemplars a Ascensió i a Maurici.

## Descripció

### Descripció de l'imago
Es tracta d'un dels lepidòpters més grossos d'Europa, amb uns 6 cm del cap a la punta de la cua i amb una envergadura alar de fins a 13 cm. Destaca el seu gran cos i pes tenint en compte l'escassa l'àrea alar, cosa que li provoca moviments feixucs i vol relativament lent en comparació amb altres membres de la família.
La coloració de les ales anteriors i de la part visible del cos (en repòs) és crípitica, barrejant un ampli ventall de tons marrons, negres i blavosos i formant ones més de tonalitats diferents. Hi destaca de color marró clar sobre negre blavós una figura al tòrax, gràcies a la qual aquesta espècie s'ha guanyat el nom comú, que s'assembla a una calavera humana. Hi ha algunes formes, com l'obsoleta, que la tenen poc marcada degut a una pigmentació més fosca. Aquestes figures també són presents en altres esfíngids com a l'Agrius convolvuli.
Les ales posteriors són grogues amb dues franges submarginals foques. La part no visible en repòs de l'abdomen aglutina aquests mateixos colors, essent groc cada segment abdominal i negre el límit entre aquest. Al cap hi destaquen dos grans ulls, les antenes negres amb la punta blanca i acabades en ganxo, i la probòscide, més curta que el tòrax, robusta i amb un orifici dorsal abans de l'extrem; palps labials ben separats. En les potes, el tarsos mitjans i posteriors estan molt comprimits i no tenen una brotxa de pèls en la seva base; les tíbies posteriors tenen dos parells d'esperons.

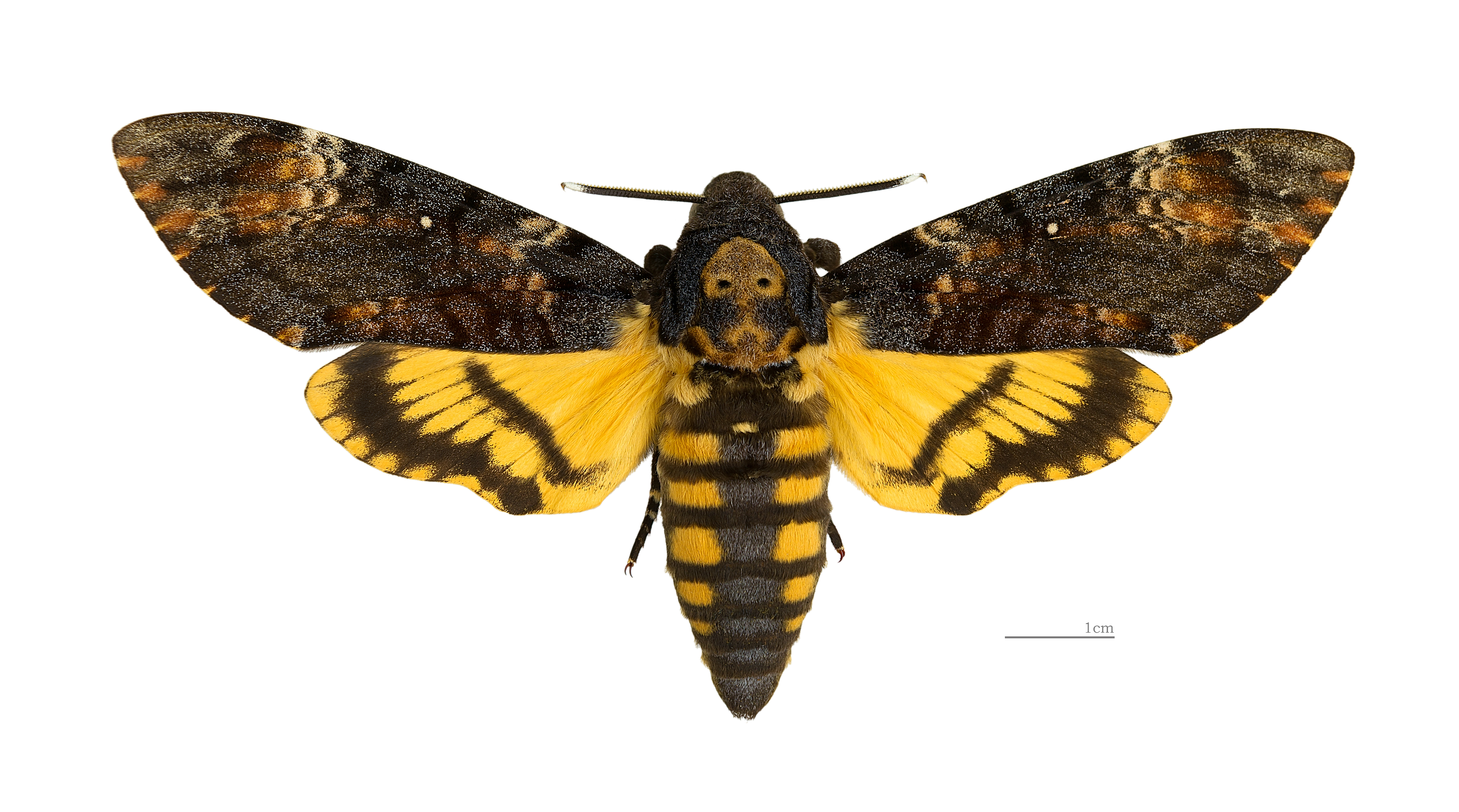
Acherontia atropos ♂
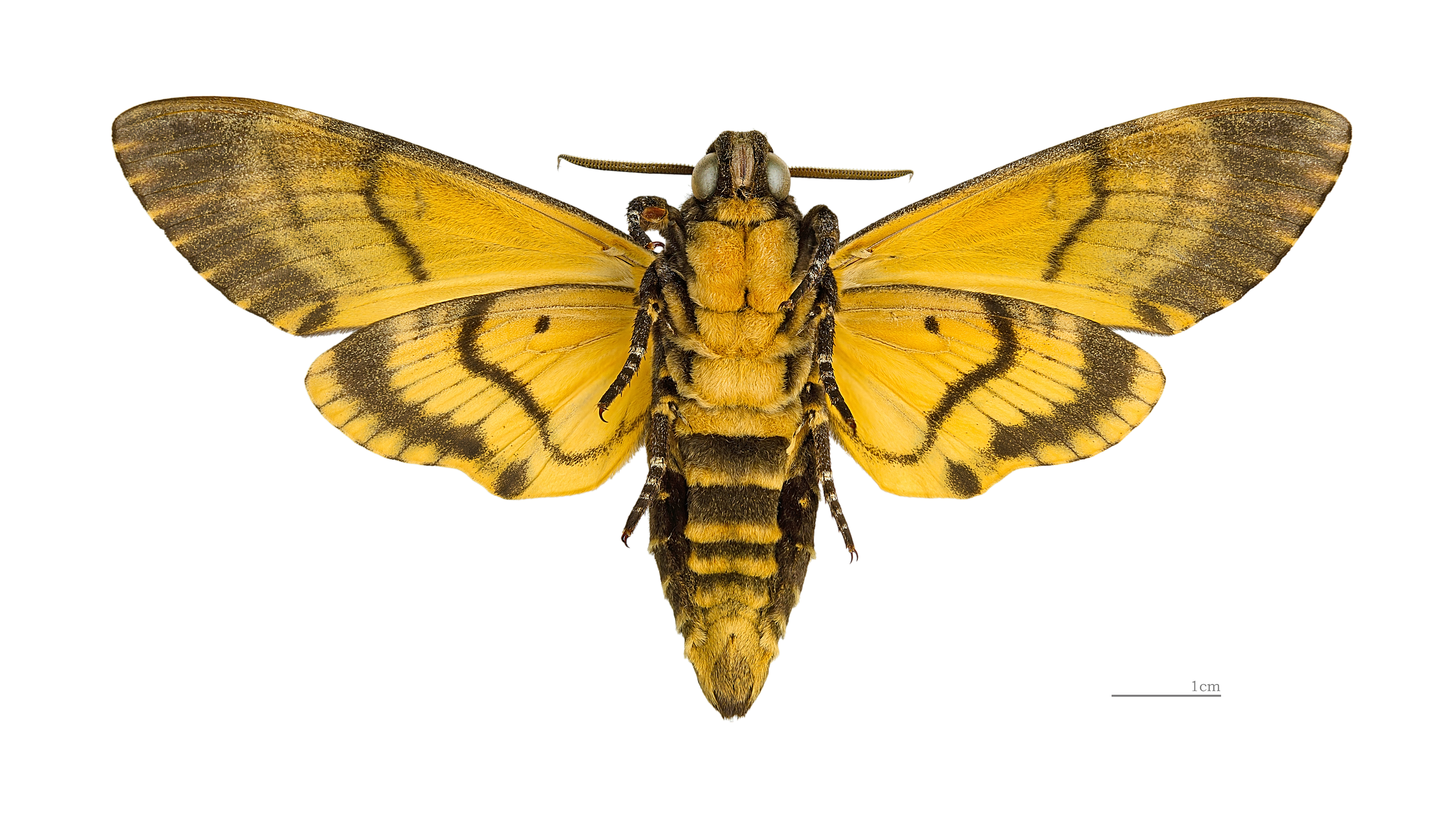
Acherontia atropos ♂ △

### Descripció de l'eruga
Pot arribar fins als 13 cm de llargària. Quan acaben de néixer són grogues clares amb una cua negra desproporcionada amb l'àpex bifurcat. Durant els estadis posteriors es van formant franges obliqües i la cua també canvia d'aspecte: es torna punxeguda i la punta adquireix un gran ris. Es poden trobar dues formes diferents de l'última muda:
- La més habitual és la forma amb fons groguenc, on depenent de l'individu s'hi distingeixen diferents tonalitats de groc, verd o blau. Aquest to és l'únic del tòrax i actua com a fons a l'abdomen i cap. A l'abdomen destaquen unes franges obliqües tricolors (grogues, blanques, més discretes, i blaves) i uns punts dorsals negres; als laterals s'aprecien perfectament els espiracles, negres. Cap amb dues franges verticals negres.
- Forma críptica, d'aspecte similar a un excrement d'ocell. El marró predomina per tot el cos i al tòrax hi té taques blanques. També presenta franges obliqües, però molt menys vistoses i marrons foques. Cap amb nombroses franges verticals negres.

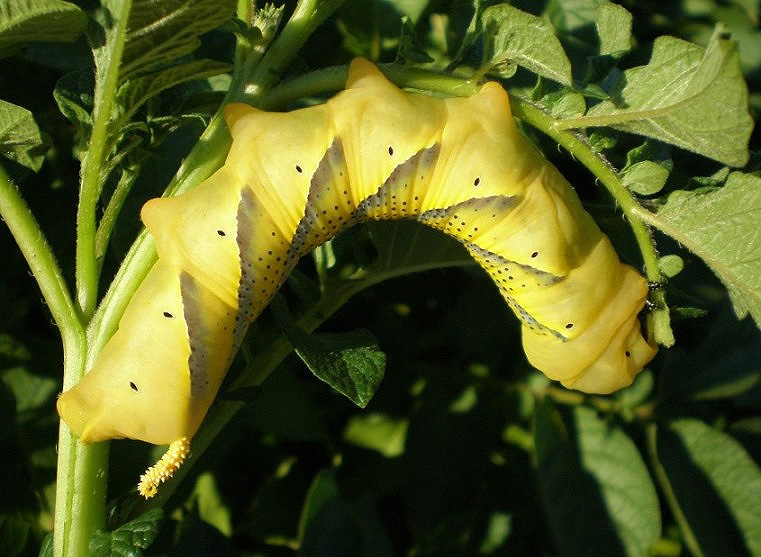
Forma habitual (groga)
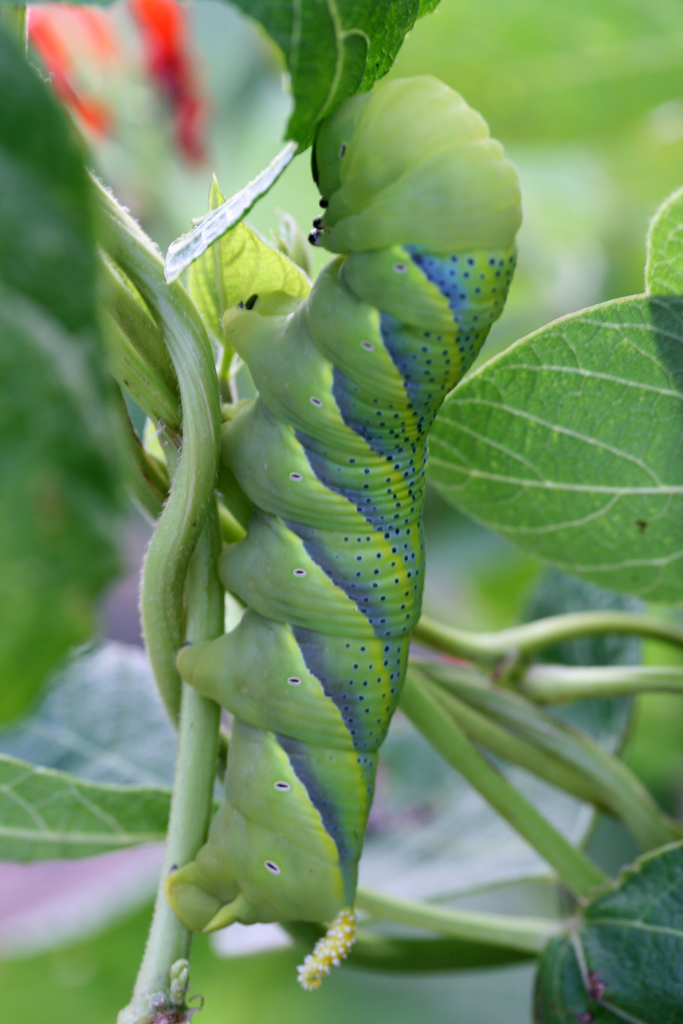
Forma habitual (verda)
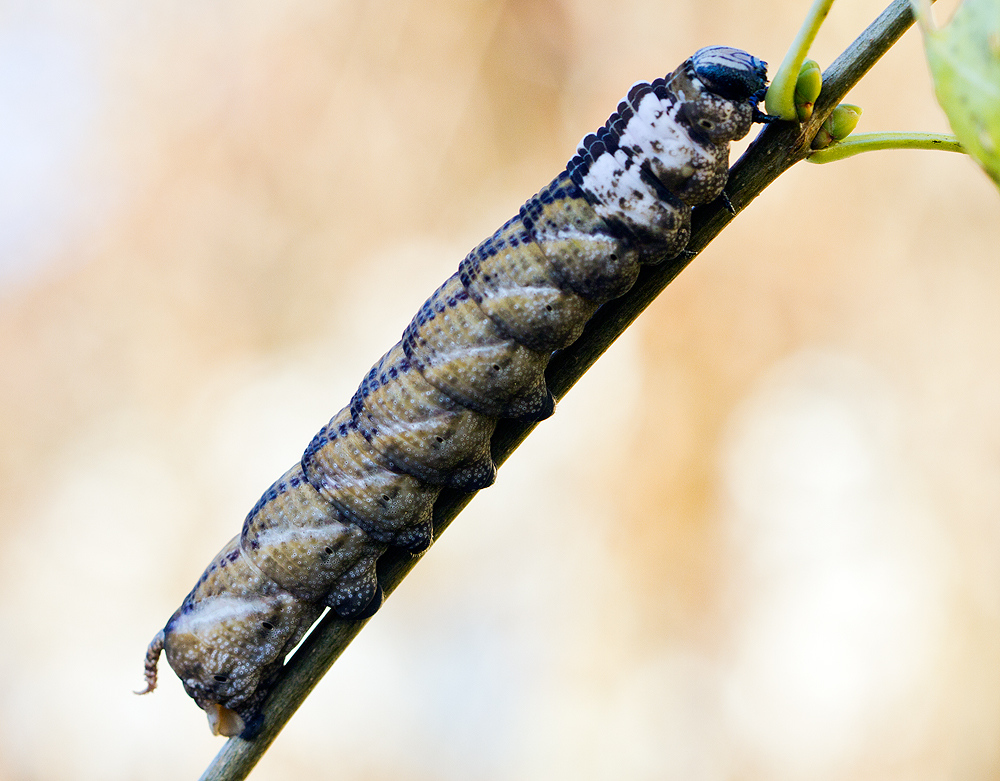
Forma marró

## Reproducció i metamorfosi
La femella pon els ous a les fulles de plantes solanàcies i verbenàcies. Les erugues es mouen lentament i mengen les fulles amb voracitat, defoliant la planta en alguns casos. Acabat l'estat larvari, fan un forat a terra i romanen en estat de crisàlide subterrani.

## Comportament
El "borinot de la mort" té algunes característiques força extraordinàries. En primer lloc té la facultat d'emetre un sorollet piulant quan se l'irrita, tant l'adult com l'eruga. En segon lloc li agrada xuclar directament la mel produïda per l'abella Apis mellifera. La papallona es fica en els ruscs sense que les abelles la molestin car el seu cos posseeix la facultat d'imitar l'olor de les abelles. Per això, contràriament a altres esfíngids, que prefereixen xuclar el nèctar de les flors, la seva trompa és molt curta.

## Parasitoides
Nombroses espècies s'encarreguen del control biològic de l'A. atropos, com els icneumònids Amblyjoppa fuscipennis, Amblyjoppa proteus, Callajoppa cirrogaster, Callajoppa exaltatoria, Diphyus longigena, Diphyus palliatorius, Ichneumon cerinthius, Netelia vinulae i taquínids com Compsilura concinnata, Drino atropivora, Masicera pavoniae i Winthemia rufiventris.

## Folklore i mala fama
La característica de portar una "calavera" al dors l'hi ha donat fama injusta a aquest animalet en el folklore. Aquesta fama negativa es veu reflectida en els seus noms macabres, tant en els noms comuns ("borinot de la mort", "papallona de l'home mort" i "cap de mort",entre d'altres), com en el nom científic, Acherontia atropos. Certament, el nom va ser posat pel gran naturalista suec Carl Linné l'any 1758 pel dibuix al tòrax que recorda un calavera humana 
En la mitologia grega, l'Aqueront és un dels afluents de l'Estix, el riu dels inferns que condueix els difunts al regne dels morts. Es tractava d'un riu estancat, de marges fangoses i cobertes de canyars.
Àtropos, que significa inexorable o inevitable en grec, és representada amb aspecte sever i una balança. És la tercera de les Moires (o Parques), juntament amb Cloto i Làquesis, les personificacions del destí de cadascú. Elles regulaven la duració de la vida, amb l'ajut d'un fil Cloto filava, Làquesis enrotllava i Àtropos tallava amb les seves tisores d'or, tot just quan l'existència del mortal arribava a la seva fi. Segons algunes genealogies, les tres Moires eren filles de Zeus i Nix, la nit; la qual era la germana d'Èreb, la personificació de les tenebres infernals.
Aquest borinot apareix al film surrealista Un chien andalou de Luis Buñuel i Salvador Dalí fet el 1929.